# 拉沃利讷德旺布吕耶尔
拉沃利讷-德旺布吕耶尔（法語：Laveline-devant-Bruyères，法語發音：[lavlin dəvɑ̃ bʁɥijɛʁ] ⓘ，意为“布吕耶尔前方的拉沃利讷”）是法国大東部大區孚日省的一个市镇，属于埃皮纳勒区。

## 地理
拉沃利讷-德旺布吕耶尔（48°11'2"N, 6°45'35"E）面积3.1 平方千米，位于法国大東部大區孚日省，该省份为法国东北部内陆省份，北起默兹省和默尔特-摩泽尔省，西接上马恩省，南至上索恩省和贝尔福地区省，东临上莱茵省和下莱茵省。
与拉沃利讷-德旺布吕耶尔接壤的市镇（或旧市镇、城区）包括：博梅尼勒、布吕耶尔、尚勒迪克、拉沙佩勒-德旺布吕耶尔、埃佩尔蒙、瑞萨吕、格朗日-欧蒙泽。
拉沃利讷-德旺布吕耶尔的时区为UTC+01:00、UTC+02:00（夏令时）。

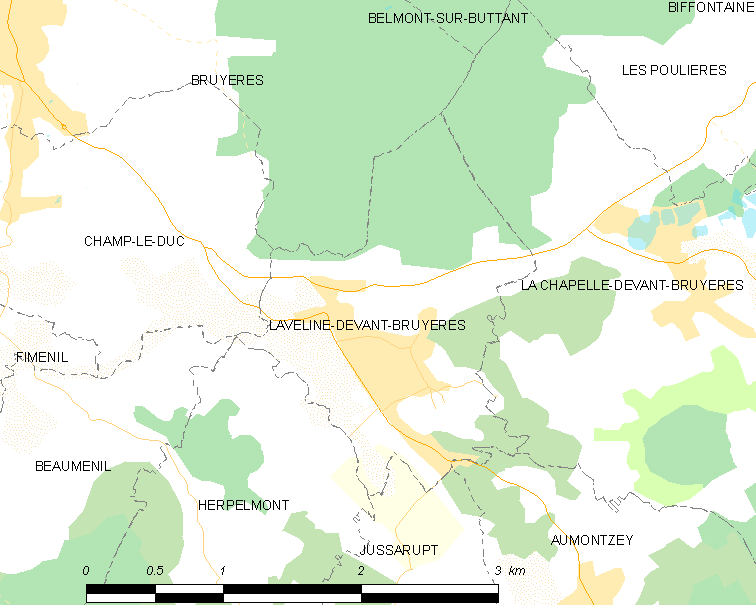
拉沃利讷-德旺布吕耶尔的OSM定位图

## 行政
拉沃利讷-德旺布吕耶尔的邮政编码为88600，INSEE市镇编码为88262。

## 政治
拉沃利讷-德旺布吕耶尔所属的省级选区为布吕耶尔县。

## 人口
拉沃利讷-德旺布吕耶尔于2022年1月1日时的人口数量为578人。

1962-2008年间拉沃利讷-德旺布吕耶尔人口变化图示